# Црква Успења Пресвете Богородице у Липолисту
Црква Успења Пресвете Богородице у Липолисту, насељеном месту на територији Града Шапца, подигнута је 1872. године, представља непокретно културно добро као споменик културе од великог значаја.

## Изглед цркве
Црква у Липолисту је подигнута као једнобродна издужна грађевина импресивних димензија са пространом олтарском апсидом на истоку и припратом надвишеном галеријом на западу. Певнички простори су као и олтарски споља полигонални а изнутра полукружни на пресеку подужног и попречног брода, на високом уском тамбуру уздиже се купола. 
Фасаде су оживљене прозорским отворима, уоквиреним каменим рамовима, фризом аркадица испод кровног венца и избаченим западним порталом са тимпаноном зидно платно изнад главног улаза украшава и кружно поље у коме је у фреско техници осликана представа Исуса Христа. Завршетак западне фасаде је у облику већег тимпанона, изнад кога се уздиже високи звоник необичног облика. Црква је освећен 1880. године. 
Као споменик културе представља значајно архитектонско остварење 19. века, изведено под утицајем српске средњовековне традиције и средњоевропских уметничких тенденција.